# Bunocephalus colombianus
Bunocephalus colombianus är en fiskart som beskrevs av Eigenmann 1912. Bunocephalus colombianus ingår i släktet Bunocephalus och familjen Aspredinidae. Inga underarter finns listade.